# Беспринципные
«Беспринципные» — российский комедийный телесериал, снятый режиссёром Романом Прыгуновым для «Кинопоиска» по рассказам писателя Александра Цыпкина. Производством телесериала занимается продюсерская компания «Медиаслово». Первый сезон вышел в онлайн-кинотеатре 15 октября 2020 года, второй — 18 ноября 2021 года, третий — 1 декабря 2022 года, четвёртый — 28 марта 2024 года. Телепремьера первого сезона прошла 14 декабря 2020 года на телеканале «ТНТ». Телевизионная премьера третьего сезона состоялась 21 августа 2023 года на телеканале «ТНТ».

## Сюжет
«Беспринципные» — сборник сатирических новелл о жителях фешенебельных Патриарших прудов, связанных рассказчиком в лице Вячеслава Марковича, более известного как «Славик-Не-Пизди». Каждая серия включает несколько коротких анекдотических историй, которые не связаны общим сюжетом. Слоган сериала: «Неприличные истории о приличных людях».
Героями «Беспринципных» становятся неверный генерал ФТС Хадяков (Николай Фоменко) и его супруга Валентина (Кристина Бабушкина), терпеливая жена Славика Людмила (Оксана Акиньшина), творческие выскочки из Санкт-Петербурга Паша (Павел Табаков) и Юля (Аглая Тарасова), инфантильный и нерешительный бизнесмен Костя (Максим Виторган) и его властная жена Ира (Ингеборга Дапкунайте), пресыщенный жизнью архитектор Роман (Юрий Колокольников) и его сотрудница Вера, в которой под воздействием алкоголя берёт верх другая личность — Альбина (Надежда Михалкова) — и другие.

## Актёры и роли
| Актёр                 | Роль |
| --------------------- | --- |
| Павел Деревянко       | Славик (рассказчик), Вячеслав Корн                                                                                 |
| Оксана Акиньшина      | жена Славика Людмила                                                                                               |
| Ингеборга Дапкунайте  | жена яхтсмена Ира                                                                                                  |
| Максим Виторган       | хозяин яхты Константин                                                                                             |
| Николай Фоменко       | генерал-майор ФТС России, с 8-й серии -руководитель «Госкорпорации двойного назначения» Пётр Александрович Хадяков |
| Кристина Бабушкина    | жена генерала, певица Валентина (Valya Lux)                                                                        |
| Аглая Тарасова        | фотограф Юля |
| Павел Табаков         | Павлик |
| Надежда Михалкова     | дизайнер, дочь Хадякова Вера                                                                                       |
| Юрий Колокольников    | архитектор Роман                                                                                                   |
| Мария Шалаева         | Алёна |
| Павел Ворожцов        | Михаил |
| Сергей Епишев         | сотрудник спецслужб Сергей                                                                                         |
| Дмитрий Муляр         | Савва |
| Юлия Топольницкая     | Анна |
| Александр Цыпкин      | писатель |
| Юрий Батурин          | олигарх Ожегов |
| Тереза Диуро          | Лиза |
| Тина Канделаки        | камео |
| Вячеслав Курицын      | камео |
| Алла Михеева          | камео |
| Екатерина Ковальчук   | Алиса |
| Карина Зверева        | Лариса подруга Валентины, жена Саввы                                                                               |
| Настасья Самбурская   | Ольга подруга Валентины, жена Сергея                                                                               |
| Игорь Жижикин         | Лукьян |
| Александр Нестеров    | Марк друг Славика, хирург                                                                                          |
| Светлана Листова      | Домкратова, заказчица фотографий                                                                                   |
| Нонна Гришаева        | судья Верховного Суда PФ Валерия Сергеевна Иванова                                                                 |
| Лариса Баранова       | Маша сестра Славика                                                                                                |
| Маруся Зыкова         | Даша любовница Славика                                                                                             |
| Зоя Зиновьева         | Лена любовница Славика                                                                                             |
| Наталья Бардо         | любовница |
| Иван Гришанов         | гендиректор |
| Андрей Малахов        | камео |
| Лев Прыгунов          | Александр Петрович тесть Славика, отец Людмилы, очень высокопоставленный человек из правительства                  |
| Надежда Подъяпольская | Раиса Борисовна мать Константина                                                                                   |
| Пётр Рыков            | Виталик любовник-жиголо судьи Ивановой                                                                             |

## Производство
Идея «Беспринципных» выросла из «Беспринцыпных чтений» — литературно-театрального проекта Александра Цыпкина, в рамках которого авторы и актёры читали со сцены современную российскую прозу. Участниками чтений становились, в том числе, Дапкунайте и Виторган, которые в дальнейшем сыграли супругов в сериале. В основу сценария легли рассказы Цыпкина, он же адаптировал их для сериального формата. По словам автора, над сценарием он работал там же, где разворачивается действие — на Патриарших.
Производством сериала занималась студия «Медиаслово», режиссёром выступил Роман Прыгунов, который ранее экранизировал романы Сергея Минаева. Съёмки проходили на месте событий — в районе Патриарших прудов. Одной из сложностей, с которыми столкнулись создатели сериала, стала исключительно высокая стоимость аренды на Патриарших, которая удивила даже опытных кинематографистов, привыкших к крупным бюджетам.
Трейлер сериала вышел 23 сентября 2020 года, премьера состоялась 15 октября на «Кинопоиске». Вместе с выходом финального эпизода сериал был продлён сразу на 2 сезона. Телевизионная премьера состоялась в декабре 2020 года на ТНТ.
Второй сезон «Беспринципных» снимали летом 2021 года. Премьера состоялась на «Кинопоиске» 18 ноября 2021 года.
В октябре 2022 года вышел трейлер третьего сезона сериала. Премьера сериала состоялась 1 декабря 2022 года в онлайн-кинотеатрах Кинопоиск, START и Wink.
Премьера 4 сезона должна была состояться 23 марта 2024 года, но была перенесена на 28 марта на фоне теракта в «Крокус Сити Холле», который произошёл 22 марта.

## Награды
В марте 2021 года российская Ассоциация продюсеров кино и телевидения России (АПКиТ) вручила сериалу «Беспринципные» премию как лучшему комедийному сериалу года.

## Оценки
С момента выхода первый сезон «Беспринципных» оказался в топе «Кинопоиска», где оставался на протяжении всего ноября. Сильной стороной «Беспринципных» стал звёздный актёрский состав. Основные роли сыграли опытные и харизматичные актёры: от Ингеборги Дапкунайте до Аглаи Тарасовой, от Николая Фоменко до Павла Деревянко. В камео в сериале появились Алла Михеева, Вячеслав Курицын, Тина Канделаки, баскетболист Андрей Кириленко и сам Александр Цыпкин.
«Беспринципные» — развлекательный сериал, изобличающий избалованных обеспеченных горожан, живущих в ограниченном мире. Предметом насмешки выступают низкая мораль героев, из-за которой те попадают в глупые ситуации, их избалованность и малый ум. Сериал не поднимает злободневные темы, а мораль, которую рассказчик озвучивает в финале серии, носит комичный, глумливый характер. Параллельно развивающиеся сюжеты незамысловаты, но благодаря этому поддерживают высокий ритм и удерживают зрительский интерес. Некоторые рецензенты сочли это недостатком, ожидая от простой комедии нелинейного повествования и сложных шуток
Кинокритик Зинаида Пронченко: «Беспринципные» — явная просрочка, чего не скажешь, наверное, о самом Александре Цыпкине: я верю, что его бойкое перо способно ухватить и новое русское бедное, но для этого ему надо выйти из тени гостеприимных террас Малой Бронной и бунгало на Мальдивах. Это не шутки, все сюжеты теперь — в маршрутке, следующей на биржу труда. Надеюсь, туда Цыпкин незамедлительно и отправится».

## Музыка
Оригинальный саундтрек первого сезона «Беспринципных» вышел на «Яндекс. Музыке» 29 октября 2020 года.
| №   | Название                  | Автор(ы)                                | Длительность |
| --- | ------------------------- | --------------------------------------- | ------------ |
| 1.  | «Беспринципные»           | Тося Чайкина                            | 2:08         |
| 2.  | «DINERO»                  | Моргенштерн                             | 2:37         |
| 3.  | «Соперница»               | Алёна Швец                              | 2:09         |
| 4.  | «Домой»                   | Секрет                                  | 4:01         |
| 5.  | «Нелюбимая»               | А’Студио                                | 3:24         |
| 6.  | «Прятки»                  | HammAli & Navai                         | 3:13         |
| 7.  | «ЧИН ЧИН»                 | YLMA                                    | 2:10         |
| 8.  | «Сон»                     | Ramil’                                  | 2:57         |
| 9.  | «Я в моменте»             | Джарахов, Markul                        | 2:06         |
| 10. | «Пьяный романтик»         | Mary Gu                                 | 2:46         |
| 11. | «Настя»                   | Моя Мишель                              | 3:11         |
| 12. | «Подушка»                 | Клава Кока                              | 2:35         |
| 13. | «Любовь с картинки»       | Асия, Аня Pokrov                        | 2:25         |
| 14. | «Розовое вино»            | Элджей, Feduk                           | 4:06         |
| 15. | «На крыше»                | Dabro                                   | 3:18         |
| 16. | «Мальчик»                 | Муся Тотибадзе                          | 4:33         |
| 17. | «Правда о любви»          | Муся Тотибадзе                          | 3:39         |
| 18. | «Кружит»                  | Monatik                                 | 3:17         |
| 19. | «Девочка, танцуй»         | Artik & Asti                            | 4:21         |
| 20. | «Менты»                   | Аддис Абеба                             | 3:44         |
| 21. | «Пустите меня на танцпол» | HammAli & Navai                         | 4:16         |
| 23. | «Я забираю твою подругу»  | 2Маши                                   | 3:24         |
| 24. | «Faradenza»               | Little Big                              | 2:29         |
| 25. | «Зацепила»                | Артур Пирожков                          | 3:39         |
| 26. | «Сиськи»                  | Ленинград                               | 3:00         |
| 27. | «Гив ми мани»             | N1NT3ND0                                | 3:19         |
| 28. | «Любимка»                 | Niletto                                 | 3:39         |
| 29. | «Hello Big Shot»          | Mario Grigorov, Glaceia Adele Henderson | 3:16         |

## Сезоны
| Сезон | Сезон                   | Кол-во серий            | Период трансляций               |
| ----- | ----------------------- | ----------------------- | ------------------------------- |
|       | 1                       | 8                       | 15 октября — 26 ноября 2020     |
|       | 2                       | 8                       | 18 ноября 2021 — 5 января 2022  |
|       | 3                       | 8                       | 1 декабря 2022 — 12 января 2023 |
|       | Беспринципные в деревне | Беспринципные в деревне | 2 марта 2023                    |
|       | 4                       | 8                       | 28 марта – 16 мая 2024          |
|       | Беспринципные в Питере  | 8                       | 24 апреля — 12 июня 2025        |
|       | 5                       | 8                       | 2026                            |

## Список эпизодов

### Сезон 1
| № серии | Описание | Премьера        |
| ------- | --- | --------------- |
| 1       | Славик начинает рассказывать писателю истории жизни себя и своих друзей на Патриарших прудах. Славик выдает свою очередную любовницу за внебрачную дочь друга. Генерал Худяков приносит с рыбалки улов — морского окуня. Ира в качестве взятки относит в университет дорогой коньяк, но внутри бутылки оказывается чай. Теперь нужно узнать, откуда эта бутылка взялась в доме. Роман проводит собеседование на должность менеджера. Паша и Юля сталкиваются в ресторане и пытаются испортить друг другу свидание. | 15 октября 2020 |
| 2       | Славик хочет заняться сексом втроём, его жена ставит условие — партнера выбирает она. Вера устраивается архитектором в новую компанию, и после офисной вечеринки просыпается в чужой постели. В Москву переезжает Сергей, новый подчиненный Худякова с женой Ольгой. Валентина рассказывает новой подруге о том, что муж в высших кругах обязан иметь любовницу. Костя испытает все прелести кармы на встрече с итальянским бизнес-партнером нетрадиционной сексуальной ориентации. Юля переезжает жить с Паше, но каждую ночь её пугает непонятный звук в стене. | 15 октября 2020 |
| 3       | Славик пытается познакомиться с очаровательной незнакомкой, но оказывается, что они знакомы, и что в прошлом Славик «кинул» её на деньги. Ему приходится врать, что он не Славик, а его брат-близнец Альфред. Паша и Костя случайно путают собак. Мужчины ежегодно празднуют день рождения Геннадия Валентиновича. Но кто же этот мифический человек, которого никогда не видели их жены. После бурной ночи Рома пропускает важную встречу. На помощь приходит Вера. Славик рассказывает историю знакомства Паши и Юли. | 22 октября 2020 |
| 4       | Юля хочет соблазнить соседа из дома напротив — известного баскетболиста Андрея Кирилленко, для чего каждый день сидит на подоконнике в откровенных нарядах. Но оказывается, что в доме напротив живёт не баскетболист, а знаменитый генерал. Константин знакомится в ночном клубе с девушкой и зовёт её прокатиться на своей яхте, куда по стечению обстоятельств направляется его жена Ирина. Славик хочет соблазнить новую директрису школы, в которую ходят его девочки, но женщина оказывается далеко не так проста. Валентина пытается проверить мужа на верность с помощью сумки. | 29 октября 2020 |
| 5       | Славик направляется к любовнице, когда получает звонок от Людмилы. Он врёт, что встречается со своим деловым партнёром Геннадием Валентиновичем. Позже во время ужина Славик узнаёт, что его предполагаемый партнёр скоро окажется в том же ресторане, что и они с супругой. Худяков дарит жене сертификат на маммопластику, включающий небольшой бонус для самого генерала. Рома и Вера пытаются выиграть тендер на строительство здания. К Константину в гости приезжает его мама. Властная женщина переворачивает жизнь семьи вверх дном. Юля должна провести фотосессию известным бизнес леди, одна из которых просит испортить фотосессию другим. Пашу приглашают на игру в покер. Его единственная задача — проиграть. | 5 ноября 2020   |
| 6       | Генерал хочет сэкономить на любовницах и притворяется банкротом. Умирает отец Славика, чтобы получить наследство он должен выполнить последнюю волю покойного. Только сделать это почти нереально. Ожегов предлагает Вере стать своей любовницей. Косте предлагают работу в Женеве, но за должность придется побороться. Ира готова на все, ради повышения мужа. Юля и Паша решают фиктивно пожениться, чтобы заработать на подарках. | 12 ноября 2020  |
| 7       | Славику делают кодировку от вранья. Теперь он всегда будет говорить только правду. Но нравится это не всем. Костя своими поступками провоцирует Иру на развод. Юля ловит Пашу на измене. Валентина предлагает генералу Худякову проверить, насколько он нужен своим друзьям и коллегам, отключить телефон и уехать загород. Но именно Валентине этот эксперимент надоедает первой. Рома осознает свои чувства к Вере и ревнует её к Ожегову. | 19 ноября 2020  |
| 8       | Славика по ошибке принимают за другого человека. Ожегов продолжает добиваться Веру, не смотря на её отношения с Ромой. Генерал Худяков наслаждается пенсией, но обстоятельства заставляют его вернуться на службу. Юлю больше ничего не держит в Москве, она хочет уехать в Питер. Ира решает подать на развод. Но хочет ли теперь этого Костя? | 26 ноября 2020  |

### Сезон 2
| № серии | Описание | Премьера        |
| ------- | --- | --------------- |
| 1       | Ради очередного вранья Славику придется сменить ориентацию. Причем дважды. У Кости и Иры прекрасные отношения в новой квартире. Все портит поручение начальника Константина. Поход Валентины к регрессологу превращает её жизнь с генералом в ад. Паша и Юля находят новый способ поправить свое материальное положение, но для этого придется понырять. Вера встречает Рому на улице и узнает, что его компания обанкротилась. Вера решает помочь. Но действительно ли все так плохо? | 18 ноября 2021  |
| 2       | Славик ложится в больницу на операцию, но даже там не обойдется без его вранья. Ира просит Костю научить сына обращаться с девушками. Совет Славика в этом щепетильном вопросе переворачивает все с ног на голову. Валентина хочет пойти на премьеру нашумевшего спектакля. Теперь генерал должен сделать все, чтобы найти билеты. Юля и Паша решают заработать при помощи криптовалюты. Рома застрял в чистом поле без доступа к телефону и машине. Единственный шанс на спасение — звонок Вере. | 18 ноября 2021  |
| 3       | Славик решает организовать день встречи с родственниками. Только вся семья ищет в этом мероприятии какой-то подвох. Ира хочет, чтобы Костя стал более самостоятельным и сам спланировал отпуск. Ради этого придется потерять голос. Генерал боится, что Валентина потеряла к нему интерес. Друзья советуют ему вызвать у жены чувство ревности. Вера влюбилась в идеального парня, но он что-то скрывает. У Юли нет заказов, подзаработать она решает за счет вымышленного аккаунта в соц.сетях. | 25 ноября 2021  |
| 4       | Генерал Худяков с друзьями хотят отпроситься у жен на пару дней, но женщины против. Придется прибегнуть к магии. Костя влюбился в девушку, но большая разница в возрасте дает о себе знать. Рома после похода к психологу решает помогать людям. Вера знакомится с парнем, у которого очень странные отношения с бывшей девушкой. Очередная любовница Славика бросает его ради Виталика. Выясняется, что почти все любовницы его друзей тоже сбежали к нему. Нужно узнать кто же такой этот мифический Виталик? Юля и Паша решают продать икону, которая висит у них в квартире. | 2 декабря 2021  |
| 5       | Ира возмущена, что Костя постоянно оплачивает счета за Славика и просит мужа хотя бы раз заставить друга заплатить за себя. Паша и Юля узнают, что все высшее общество мечтает попасть на прием к шаману. Грех не воспользоваться такой возможностью. Валентина решает написать песню и снять клип. Неожиданно она становится звездой интернета. Любовница Славика шантажом заманивает его в гости. Ему приходится брать с собой дочек. Но как уговорить их ничего не говорить маме? Вера встречается с бывшим. Он предлагает начать все заново и переехать с ним в Сочи. Алина беспокоится за подругу и звонит Роме с просьбой помочь. | 9 декабря 2021  |
| 6       | Худяков не в состоянии справиться с растущей популярностью жены. Валентина уже и сама не рада успеху: в сети много негативных комментариев в её адрес. Смогут ли герои переступить через свои принципы и наладить отношения? Вера знакомится с новым молодым человеком, который очень близок со своими друзьями. Компания буквально не оставляет пару в покое, даже заваливается к Вере в квартиру без приглашения. Пришло время звать на помощь Альбину. Илья меняет одну девушку за другой. Ира просит мужа поговорить с сыном о контрацепции и «взрослых» отношениях. Костя не знает как это сделать и просит Славика поговорить с мальчиком вместо него. Но узнать много нового из этого разговора придется именно Славику. Пашу нанимают для ухаживаний за женой бизнесмена. Он должен очаровать женщину, чтобы повысить ей самооценку. Но женщина не в восторге от настырных ухаживаний. Желание Славика заработать на проблемах своих знакомых приводит его в следственный комитет. | 16 декабря 2021 |
| 7       | Славик соблазняет восточную девушку. Её братья требуют от мужчины жениться на их сестре. Коллега Веры постоянно ворует её идеи. Теперь пришла очередь девушки мстить. На Патриарших прудах пропал самец лебедя. Валентина требует от мужа найти птицу и вернуть обратно, пока вторая лебедь (самочка) не умерла от тоски по партнеру. Паша вызывается найти другу девушек на его день рождения. Для этого он решил использовать моделей с фотосъемок жены. Только вот воспитание девушек он в расчет не взял. Юля на вечеринке ищет очередную жертву аферы. | 23 декабря 2021 |
| 8       | Валентине надоело однообразие: магазины и рестораны круглый год. Внезапно появляется её бывший жених, адмирал Чистяков, который на этот раз не намерен отступать. Генерал ревнует и ищет способ избавиться от конкурента. Уволенный конкурент Веры предлагает её фирме очень выгодный проект. Подвох только в сроке — 2 недели на полную подготовку предложения. Более того, для съемок нужен молодой и успешный архитектор. Придется звонить Роме. У Кости и Иры кризис в отношениях, из них пропал секс. Помочь разрешить этот кризис помогают водитель и проститутка. Юля через интернет разводит иностранцев на деньги. Паше сначала нравятся такие игры, но в дело вмешивается ревность. После свадьбы Славика, Люда выгоняет его из дома. По пятам идут братья брошенной невесты. Помочь может только тесть. | 5 января 2022   |

### Сезон 3
| № серии | Описание | Премьера        |
| ------- | --- | --------------- |
| 1       | Генерал впал в апатию. Валентина просит его друзей сделать все что угодно, лишь бы муж вышел из этого состояния. Славик после развода скатился на самое дно. Он скучает по жене и дочкам и ищет любой способ увидеться с ними. Юля и Паша помогают другу заработать на акциях, используя пробежку, как метод для знакомства. Ира уже несколько дней приходит домой добрая и счастливая. Костя переживает: не завела ли благоверная любовника? Вере надоели её новые отношения. Парень просто идеальный и поссориться с ним нереально. Она скучает по Роме и хочет его вернуть. | 1 декабря 2022  |
| 2       | Славик использует своих коллег для очередного, не совсем законного заработка. После очень бурной ночи друзья генерала нигде не могут его найти. Мужчины ничего не помнят и собирают информацию по крупицам, пытаясь вспомнить, где они видели начальника в последний раз. Люда советует Ире дать мужу «день свободы». Костя решает провести его со Славиком в цирке. Он и не подозревает, что жена контролирует его не до конца «освободила» его. Вера встречается с Ромой, который теперь совмещает архитектуру и преподавание, и узнает, что он теперь встречается со своей студенткой Мариной. Вера считает, что Рома специально выдумал себе девушку, чтобы вызвать в ней ревность и решает последовать его примеру. Только куда приведет эта ложь… У Паши и Юли в жизни белая полоса, жизнь протекает просто превосходно, но все имеет свойство заканчиваться. | 1 декабря 2022  |
| 3       | Костя предлагает Ире разнообразить их семейную жизнь и пойти на секс-вечеринку. Пока генерал пытается доказать психиатрам, что он действительно генерал, его друзья пытаются вспомнить какую фамилию они придумали Худякову в скорой. Славик пытается заработать, привлекая инвесторов на «дно Патриарших прудов». Вера соглашается на предложение олигарха полететь с ним и его друзьями в Сочи, но Альбина летит с ней. Юля притворяется дочкой олигарха, чтобы окрутить известного мажора. | 8 декабря 2022  |
| 4       | Чтобы решить проблему с налогами, генералу нужно спонсировать спортивную команду. Выбор падает на женскую легкую атлетику. Ведь потом можно будет и познакомиться с девушками поближе. Славик идет на встречу выпускников, где его ожидает сюрприз в виде внебрачной дочери. Вера решает сыграть на недоверчивости Ромы и сорвать его свадьбу с Мариной. Паша сломал палец и открыл в этом несчастье источник заработка. Ире скучно, и она не отпускает Костика на встречу с друзьями. Славик предлагает подсадить Иру на биржевые игры. Валентина не хочет больше быть просто женой олигарха, она хочет оставить какой-то след в истории. Подруги советуют ей открыть какой-то бизнес, но генеральша мыслит более масштабно. | 15 декабря 2022 |
| 5       | У Иры и Кости проблемы в постели. Друг Кости дает ему таблетки не прошедшие клинические испытания. Давний знакомый генерала возвращается из Америки и просит вернуть крупный долг. Валентина тем временем решает избираться в Управу и идет на встречу с электоратом. Рома решает уехать из Москвы, но Вера не готова так просто его отпустить. Паша уверен, что Юлю прокляли. Теперь с ними будут происходить разные странности и несчастья. | 22 декабря 2022 |
| 6       | Славик пытается жить честно и абсолютно легально торгует воздухом. Паша и Юля решили заняться шантажом, но выбрали не ту жертву. Костя впадает в апатию, размышляя о своей жизни, Ира предлагает сдать ему анализы, после которых Костя попадает к онкологу. | 29 декабря 2022 |
| 7       | Валентина начинает свою избирательную кампанию. Людмила открывает в себе талант художника и знакомится с известным галеристом. | 5 января 2023   |
| 8       | Паша приводит домой раненого бандита. Ира делится со своими подписчицами секретами, как воспитать идеального мужа. | 12 января 2023  |

### Сезон 4
| № серии | Описание | Премьера       |
| ------- | --- | -------------- |
| 1       | Любовные неудачи Славика ничему не научили: он по уши в новых отношениях с Ольгой. Главный ловелас района даже готов отказаться от других женщин. Изменить вредным привычкам хочет и Вера, но работа всегда найдет трудоголика. Пока генерал Хадяков открывает для себя удовольствия современной молодежи, Паша и Юля пытаются справиться с ее типичной бедой — найти квартиру. Зато никого из них не третируют внезапно нагрянувшие родители — в отличие от новой жительницы Патриков, Аленки. | 28 марта 2024  |
| 2       | Возрождение музыкальной карьеры занимает у Вали много времени. Чтобы Хадяков не скучал, жена подкидывает ему возможности для флирта. Но генералу бы подумать о другой женщине — своей дочери Вере. Гиперопека, впрочем, тоже вредит детям: из-за нее Аленка никак не найдет нового жениха. И брачные агенты из ее родителей еще хуже, чем воспитатели. А Славик познает силу дипфейков: теперь в изменах помогает технический прогресс! Но надолго ли?                                          | 4 апреля 2024  |
| 3       | Жизнь на Патриках — бесконечное шоу. Валя пытается поймать Хадякова на обмане, но его спектакль отточен до мелочей. Аленка по-прежнему надеется отослать родителей домой и нанимает себе суженого — самого что ни на есть ряженого. Вера снова страдает из-за влияния отца, от которого никуда не деться. А Юля во время очередной аферы наконец находит соперника по зубам. | 11 апреля 2024 |
| 4       | Новая схема Славика внезапно вскрывает у его безгрешной Оли внутренних демонов. Отдаваться им она предпочитает в казино. Хадякова тоже увлекают игры, но не азартные, а виртуальные. Генерал тратит на них все свое время, чем бесит жену. Ушедшая с головой в работу Вера не успевает даже следить за ребенком, но решается уделить время новому знакомому — гостю столицы Стефану. Только вот обычаи обаятельного иностранца — шок для коренной жительницы Патриков.                          | 18 апреля 2024 |
| 5       | Валентина предупреждает Хадякова об измене, точнее об откровенной сцене, которая ей предстоит. Главное, не вмешиваться: мир кино и сам прекрасно разбивает чужие мечты. Для кого урожай, а для кого — мода. На Патриках новый хит сезона — репа, топинамбур и агрессивный маркетинг. А кому не по вкусу фермерские продукты, тому стоит присмотреться к выбору настоящего гурмана — умным технологиям. Лишь бы эти технологии не оказались умнее своих создателей.                              | 25 апреля 2024 |
| 6       | Мы в ответе за тех, кого приручили, — вооружившись этим принципом, Юля и Паша похищают собаку с бриллиантовым ошейником. Но выкуп придется платить совсем не владелице песика. У Валентины дома живет гораздо более разумный спутник жизни, вот только проблем от него не меньше. Вернувшись с гастролей, жена заранее уверена, что Хадяков что-то натворил в квартире. А мама Аленки впервые узнаёт, чем чревато принятие подарков от настырных поклонников.                                   | 2 мая 2024     |
| 7       | Славик хочет запустить продажу устриц, но заказ застревает на складе и рискует испортиться. Чтобы спасти товар, главный ловелас Патриков заводит роман с бодибилдершей — дочерью важного человека. Но тут еще вопрос, кто за кем будет ухаживать. Вера тоже вся в любовных делах: прежде чем вступить в новый брак, нужно закончить старый. А Валя выбирает подходящего продюсера. И никак не ожидает, что ее главным конкурентом в покорении музыкального олимпа станет Хадяков.               | 9 мая 2024     |
| 8       | Хитрости Веры никак не срабатывают на Роме. Осталось последнее средство привлечь его внимание: закатить большую сербскую… Пока не свадьбу, а помолвку. Звездный час Вали рискует сорваться из-за обманщика-продюсера, а годовщина родителей Аленки — из-за танцевального конкурса. Но даже для беспринципных жителей Патриков любовь обязательно расставит все на свои места. | 16 мая 2024    |

## Фильм
В ноябре 2022 года стало известно, что у сериала появится продолжение в виде фильма «Беспринципные в деревне». Фильм вышел в прокат 2 марта 2023 года.